# Вилхелм Хайнрих (Саксония-Айзенах)
Вилхелм Хайнрих фон Саксония-Айзенах (на немски: Wilhelm Heinrich von Sachsen-Eisenach; * 10 ноември 1691, Ораниенвалд; † 26 юли 1741, Айзенах) от Ернестинските Ветини, е от 1729 до 1741 г. херцог на Саксония-Айзенах.

## Живот
Той е единственият син на херцог Йохан Вилхелм фон Саксония-Айзенах (1666 – 1729) и първата му съпруга Амалия фон Насау-Диц (1655 – 1695), дъщеря на княз Вилхелм Фридрих фон Насау-Диц.
Вилхелм Хайнрих е женен два пъти. На 15 февруари 1713 г. в Идщайн за принцеса Албертина Юлиана фон Насау-Идщайн (1698 – 1722), дъщеря на херцог Георг Аугуст фон Насау-Идщайн. След смъртта ѝ той се жени на 3 юни 1723 г. в Берлин за маркграфиня Анна София Шарлота фон Бранденбург-Швет (1706 – 1751), дъщеря на маркграф Албрехт Фридрих фон Бранденбург-Швет. Двата брака са бездетни.
Вилхелм Хайнрих е чичо на пруския крал Фридрих II. Той е погребан в църквата „Св. Георг“ в Айзенах. С неговата смърт умира родът на херцозите на Саксония-Айзенах. Наследен е от херцог Ернст Август I.